# Ana Mendieta
Ana Mendieta, född 18 november 1948 i Havanna, död 8 september 1985 i New York, var en kubansk-amerikansk konstnär inom performance, skulptur, måleri, videokonst och feministisk konst.

## Biografi
Mendieta föddes den 18 november 1948 i Havanna på Kuba. 1961 skickades hon tillsammans med sin då 14 år gamla syster Raquelin till Iowa i USA som en del av programmet Operation Peter Pan (på spanska Operation Pedro Pan eller Operación Pedro Pan), ett samarbete mellan USA:s regering och flera katolska välgörenhetsorganisationer som flög kubanska barn till USA från Fidel Castros Kuba. 1966 återförenades Ana Mendieta med sin mor och yngre bror. Fadern återförenades med familjen 1979 efter att ha tillbringat 18 år i kubanskt fängelse som politisk fånge för sin inblandning i Grisbuktsinvasionen.

## Konstnärskap
Mendieta studerade konst på University of Iowa, där hon tog en masterexamen i måleri och intermedia. Som konstnär verkade hon på Kuba, i Mexiko, Italien och USA.
Mendietas ofta självbiografiska verk bottnade i teman som feminism, våld, liv, död, plats och tillhörighet. Hon utgick ofta från naturens fyra element och fokuserade på en spirituell och fysisk kontakt med jorden. Med naturen som skulpturalt medium producerade Mendieta under sin livstid över 200 verk. I ett artist statement från 1981 säger Mendieta: "Jag har skapat en dialog mellan landskapet och den kvinnliga kroppen (baserad på min egen siluett). Jag tror att det är ett direkt resultat av att ha slitits från mitt hemland (Kuba) under min uppväxt. Jag är överväldigad av känslan av att ha gjutits ur livmodern (natur). Min konst är sättet på vilket jag återskapar banden som knyter mig till universum. Det är att återvända till den moderliga källan."
Performanceverket Untitled (Death of a Chicken) (1972), där Mendieta stod naken framför en vit vägg hållande en höna med huvudet avhugget medan blod skvätte på hennes kropp, markerar första gången som Mendieta använde sig av blod som material, något hon skulle återkomma till flera gånger under sitt konstnärskap. I Untitled (Rape Scene) (1973) återskapade Mendieta våldtäkten och mordet på en sjuksköterskestudent vid Iowa universitet, Sarah Ann Otten (1953–1973). I People Looking at Blood Moffitt (1973) hällde hon ut blod på en trottoar och fotograferade strömmen av människor som passerade utan att stanna.

### Silueta Series(1973-1980)
Ana Mendietas Silueta Series påbörjades på 1970-talet och befinner sig i gränslandet mellan land art, body art och performancekonst. Mendieta använde ofta den egna nakna kroppen för att anknyta till jorden, som i verket Imagen de Yagul, from the series Silueta Works in Mexico 1973-1977. Med hjälp av sin kropp skapade hon siluetter i gräs, sand, smuts och eld. Ñañigo Burial (1976), som hämtar sitt namn från ett afrokubanskt religiöst brödraskap, är en installation där droppande svarta ljus följer konstnärens kroppskontur. I sin bok Ana Mendieta: The "Silueta" Series (1973-1980) föreslår den amerikanska curatorn och professorn Mary Jane Jacob att stora delar av Mendietas konstnärskap influerades av hennes intresse för religionen Santería, som uppstod i Mendietas hemland Kuba. Jacob kopplar Mendietas användning av blod, krut, jord och sten till Santería-religionens rituella traditioner.

## Utställningar och samlingar
1979 presenterade Mendieta en soloutställning med fotografier på A.I.R Gallery i New York. Hon var också kurator för A.I.R-utställningen Dialectics of Isolation: An Exhibition of Third World Women Artists of the United States, med konstnärer som Judy Baca, Senga Nengudi, Howardena Pindell och Zarina. Till denna utställning skrev hon även utställningskatalogens introduktionsessä. Sedan Mendietas död 1985 har hon flera gånger uppmärksammats med flera stora soloutställningar, exempelvis retrospektivet "Earth Body, Sculpture and Performance" (2004), som sammanställdes av Hirshhorn Museum and Sculpture Garden i Washington D.C. och senare reste till Whitney Museum of American Art i New York, Des Moines Art Center i Iowa och Miami Art Museum i Florida.
Mendietas konstnärskap representeras av flera internationella samlingar, bland annat Metropolitan Museum of Art, Solomon R. Guggenheim Museum, Whitney Museum of American Art, Museum of Modern Art (samtliga i New York), Smithsonian American Art Museum, San Francisco Museum of Modern Art, National Gallery of Art, Philadelphia Museum of Art, Art Institute of Chicago, Centre Pompidou i Paris, Musée d'Art Moderne et Contemporain i Genève, samt Tate Collection i London.
År 2017 presenterades Ana Mendietas konstnärskap i den retrospektiva separatutställningen Ana Mendieta / Omsluten av tid och historia på Bildmuseet, Umeå Universitet, från 2017-06-18 till 2017-10-22 

## Död
Den 8 september 1985 föll Ana Mendieta från sin lägenhet på 34:e våningen på 300 Mercer Street i Greenwich Village, New York, där hon bodde med sin make sedan åtta månader, minimalistskulptören Carl Andre. Strax innan hennes död hade parets grannar hört dem gräla högljutt. Det fanns inga ögonvittnen till händelserna som ledde fram till Mendietas död. 1988 åtalades Andre för mordet på Mendieta men friades. Hans advokat argumenterade för att Mendietas död var en olyckshändelse eller ett självmord.
Friandet av Andre skapade stor upprördhet i konstvärlden och anses än idag kontroversiellt. 2010, 25 år efter Ana Mendietas död, anordnades symposiet Where Is Ana Mendieta på New York University till hennes minne.

### Övriga källor
- David Joselit, American Art Since 1945. London: Thames and Hudson 2003.
- Guggenheim — Ana Mendieta
- Tate — Ana Mendieta — Untitled (Rape Scene)
- Ana Mendieta — Untitled (Rape Scene)